# Pseudovalsa fusca
Pseudovalsa fusca är en svampart som beskrevs av Buckn. 1886. Pseudovalsa fusca ingår i släktet Pseudovalsa och familjen Pseudovalsaceae.   Inga underarter finns listade i Catalogue of Life.